# Olga Jackowska

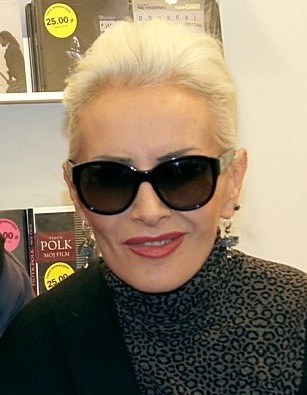
Olga Jackowska (2011)

Kora ist der Künstlername von Olga Aleksandra Jackowska, in zweiter Ehe Sipowicz, geborene Ostrowska (* 8. Juni 1951 in Krakau; † 28. Juli 2018 in Bliżów). Sie war eine polnische Sängerin und Songschreiberin und von 1976 bis 2008 Leaderin der Band Maanam.

## Leben und Karriere

### Jugend und der Beginn einer Karriere
In den Jahren 1955–1960 lebte sie in einem Waisenhaus. Als Teenager war sie stark mit dem künstlerischen und Hippiemilieu von Krakau verbunden. Sie war mit Piotr Skrzynecki und Krystyna Zachwatowicz befreundet.
Kurz nach ihrem Abschluss traf sie Marek Jackowski, Musiker von Vox Gentis und Anawa (der Band, mit der Marek Grechuta verbunden war), den sie im Dezember 1971 heiratete. Sie arbeitete fast zwei Jahre als Psychotherapeutin in der Abteilung für Kinderpsychiatrie in Krakau. Gelegentlich trat sie bei den Konzerten ihrer neuen Band Osjan auf, die sie auf einer Flöte begleitete. Osjan trat unter anderem in Polen zusammen mit Don Cherry auf.
Kora gebar zwei Söhne. Mateusz Jackowski wurde 1972 geboren. 1976 gebar sie Szymon, den Sohn von Kamil Sipowicz (zweiter Ehemann).

### Maanam, 1978–2008
Die Band trat in der Besetzung Kora, Jackowski und Kurtis zum ersten Mal 1976 auf. Nach dem Weggang von Kurtis zur Gruppe Osjan ersetzte ihn John Porter, und die Gruppe trat zu dieser Zeit unter dem Namen Maanam Elektryczny Prysznic („Maanam Elektro-Dusche“) auf und spielte mystische östliche Musik mit sehr rockigem Klang.
Im Jahr 1979 verließ Porter die Gruppe und gründete eine eigene Formation, die Porter Band, und die Jackowskis spielten zusammen mit Dżamble ihre erste Single ein. Die Gruppe debütierte auf dem Open-air-Festival in Lubań/Pommern, zu ihrer Besetzung fanden Krzysztof und Ryszard Olesiński sowie Ryszard Kupidur.
Das erste Album wurde im Jahr 1980 aufgenommen und ein Jahr später unter dem Namen Maanam herausgegeben. Zur Besetzung gehörten auch Paweł Markowski (Percussion) und der Jazz-Saxofonist Zbigniew Namysłowski. Viele Stücke von diesen Platten wurden Erfolge und das Album selbst gehört zu den Klassikern des polnischen Rock.
Ein Jahr später wurde das nächste Album veröffentlicht, O!, auf dem auch der Jazz-Trompeter Tomasz Stańko zu hören ist.
1983 wurde auf Englisch Night Patrol herausgegeben und 1984 die polnische Nocny Patrol. Dieses Album wird vielfach für das hervorragendste Werk von Marek Jackowski und Kora gehalten. Die Stimmung der Platten gibt nach Ansicht vieler die damalige Atmosphäre in Polen wieder. Das Bild zum Plattencover fertigte Tadeusz Rolke an. Gastmusiker waren Andrzej Olejniczak (Saxophon/Akkordeon), Wieslaw Dziedzinski (Akkordeon), Mieczyslaw Decowski (Vibraphon), Joze Torrez (Percussion) und Janusz Grzywacz (Keyboards).
1989 wurde unmittelbar vor der vorübergehenden Auflösung von Maanam Sie Ściemnia (Es wird dunkel) eingespielt. Das Album war kein kommerzieller Erfolg; dennoch gilt es vor allem durch seinen experimentellen Klang oftmals als eines der besten der Gruppe. Zu dieser Zeit war auch zum ersten Mal auf MTV ein Video der Band zu sehen.
1991 erfolgte die Rückkehr der Gruppe mit Derwisz i Anioł (Der Derwisch und der Engel). Erneut feierte Maanam Erfolge mit den daraus stammenden Titeln Wyjątkowo zimny maj (Ein außerordentlich kalter Mai), Anioł (Engel) und Co znaczą te słowa (Was bedeuten diese Worte). Das Bild auf dem Cover stammt von Andrzej Świetlik.
Mit dem Ende des Jahres 2008 wurde die als „vorübergehend“ bezeichnete Auflösung der Band bekanntgegeben.

### Letzte Jahre
2011 veröffentlichte Kora ihr Soloalbum Ping-pong.
Von 2011 bis 2016 war sie Mitglied der Jury des musikalischen Programms Must be the music.
2014 erschien ihr zweiter Gedichtband Stoję, czuję się świetnie.
Olga „Kora“ Jackowska starb am 28. Juli 2018 an Eierstockkrebs.

### Gedenken
Am 12. Juni 2023 wurde in der ulica Grottgera 2 in Krakau eine von den Hausbewohnern finanzierte Gedenktafel enthüllt, auf der es heißt: „In diesem Haus / wurde geboren / und wohnte / Olga Jackowska / Kora / Sängerin der Band Manaam / ‚Ich warte, dass der Wind fortweht / die dunklen, wallenden Vorhänge …‘“.

## Diskografie (mit Maanam)
- 1980 Maanam
- 1982 O!
- 1983 Night Patrol
- 1984 Nocny Patrol
- 1984 Totalski No Problemski
- 1984 Kminek dla dziewczynek (Kümmel für Mädchen)
- 1985 Wet Cat
- 1985 Mental Cut
- 1989 Sie ściemnia (Es wird dunkel)
- 1991 Derwisz i anioł (Der Derwisch und der Engel)
- 1993 Maanamania
- 1994 Róża (Rose)
- 1996 Łóżko (Das Bett)
- 1998 Klucz (Der Schlüssel)
- 2000 Hotel Nirvana
- 2004 Znaki szczególne (Besondere Kennzeichen)

## Diskografie (solo)
- 2011 Ping pong

## Bibliographie
- Krakowski Spleen. Gedichte, 1990[5]
- (mit Kamil Sipowicz): Podwójna linia życia (Doppelte Lebenslinie). Agencja Piękna, Warschau 1992
  - erweiterte Neufassung: Kora i Maanam. Podwójna linia życia. Iskry, Warschau 1998
- Stoję, czuję się świetnie (Ich stehe, ich fühle mich großartig). Hrsg. von Marta Podgórnik. Biuro Literackie, Wrocław 2014 (Reihe „33 piosenki na papierze“ / 33 Songs auf Papier; 2. Auflage 2017)